# Maison des fêtes de Tampella
La maison des fêtes de Tampella (finnois : Tampellan juhlatalo) ou maison des fêtes du théâtre de la comédie (finnois : Komediateatterin Juhlatalo) est un bâtiment construit dans le quartier de Tampella à Tampere en Finlande.

## Présentation
L'édifice est bâti à l'origine pour accueillir les réunions et les célébrations de Tampereen Pellava- ja Rautateollisuus Oy  et de son personnel. 
Le bâtiment de style néo-Renaissance est conçu par l'architecte Georg Schreck et sa construction a lieu en 1895–1897.
Il est inauguré en 1898.
Jusqu'en 1925, la maison des fêtes abrite également la cantine de l'usine, puis la clinique  de l'usine s'y installe. 
En 1994, le théâtre de la comédie, fondé en 1991, par Esko Raipia et Tapio Parkkinen,  s'installe dans la maison des fêtes et en 1998 Raipian Kiinteistöt Oy en devient le propriétaire.
À l'automne 2006, la scène principale du théâtre de 256 places est achevée au sous-sol du bâtiment. 
Des réunions, des fêtes et des formations ont également lieu dans les locaux.

## Galerie

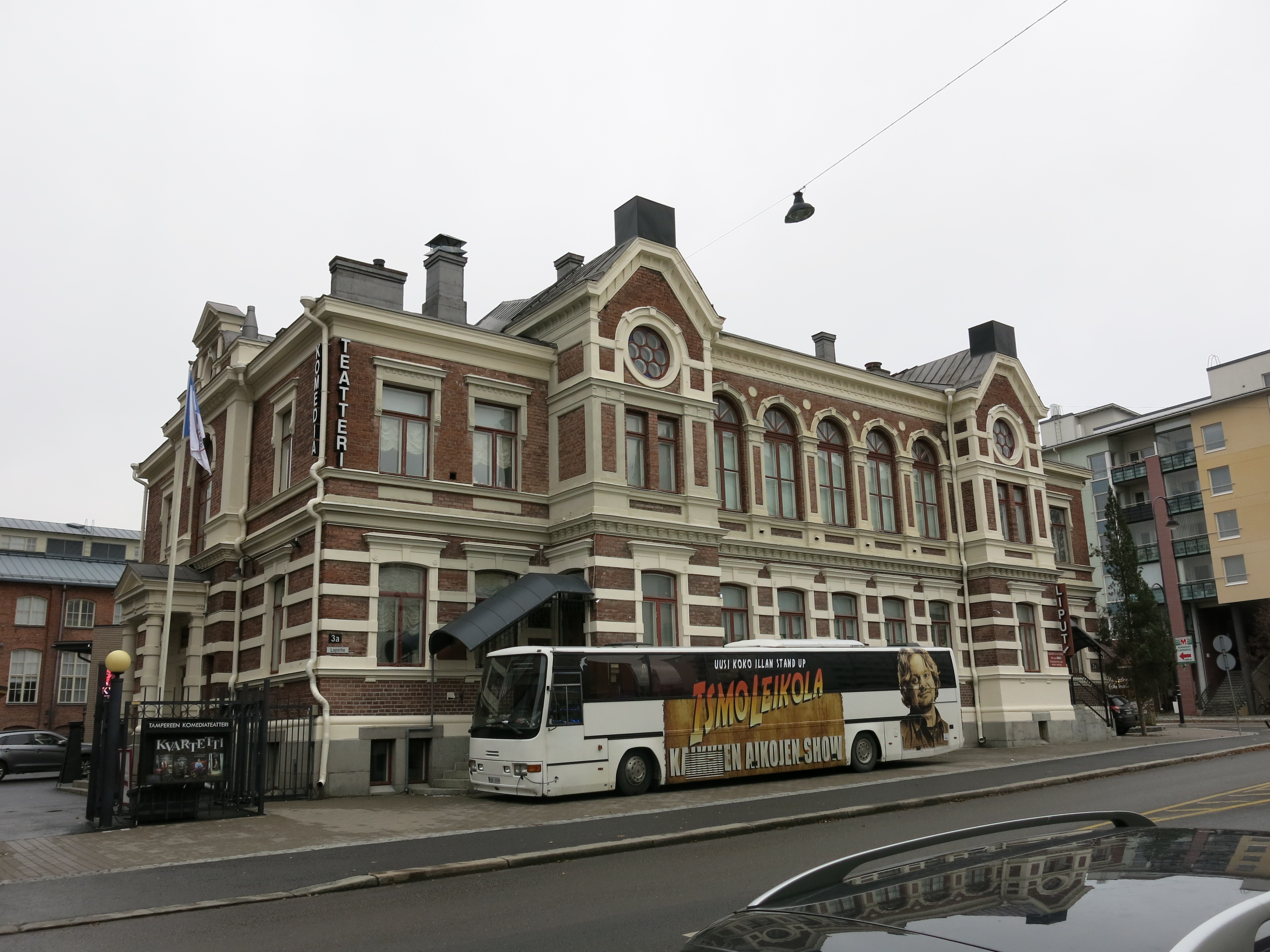